# Grand Prix ISU juniores in Serbia
Il Grand Prix ISU juniores in Serbia è una competizione internazionale di pattinaggio di figura. Si tiene in autunno e fa parte del circuito Grand Prix ISU juniores di pattinaggio di figura. Le medaglie sono assegnate nelle discipline del singolo maschile, singolo femminile, coppie e danza su ghiaccio.

## Vincitori

### Singolo maschile
| Anno | Luogo    | Oro               | Argento         | Bronzo        |
| 2002 | Belgrado | Shawn Sawyer      | Wesley Campbell | Song Choi Ri  |
| 2004 | Belgrado | Christopher Mabee | Shaun Rogers    | Sergej Dobrin |

### Singolo femminile
| Anno | Luogo    | Oro           | Argento           | Bronzo          |
| 2002 | Belgrado | Yukina Ota    | Adriana DeSanctis | Alima Gerškovič |
| 2004 | Belgrado | Laura Lepistö | Jane Bugaeva      | Signe Ronka     |

### Coppie
| Anno | Luogo    | Oro                               | Argento                                   | Bronzo                           |
| 2002 | Belgrado | Marija Muchortova / Pavel Lebedev | Anastasija Kuz'mina / Stanislav Evdokimov | Amy Howerton / Steven Pottenger  |
| 2004 | Belgrado | Julia Vlassov / Drew Meekins      | Aaryn Smith / Will Chitwood               | Angelika Pylkina / Niklas Hogner |

### Danza su ghiaccio
| Anno | Luogo    | Oro                             | Argento                              | Bronzo                              |
| 2002 | Belgrado | Oksana Domnina / Maksim Šabalin | Mar"jana Kozlova / Serhij Baranov    | Alexandra Zaretsky / Roman Zaretsky |
| 2004 | Belgrade | Anna Cappellini / Matteo Zanni  | Anastasija Gorškova / Il'ja Tkačenko | Meryl Davis / Charlie White         |